# Euphorbia letouzeyana
Euphorbia letouzeyana är en törelväxtart som först beskrevs av François Malaisse, och fick sitt nu gällande namn av Peter Vincent Bruyns. Euphorbia letouzeyana ingår i släktet törlar, och familjen törelväxter. Inga underarter finns listade i Catalogue of Life.